# طلوع تکیلا
طلوع تکیلا یک کوکتل ساخته شده از تکیلا، آب پرتقال و شربت گرانادین است.  این نوشیدنی بدون مخلوط در یک لیوان بلند سرو می شود.  این نوشیدنی مدرن از سوسالیتو، کالیفرنیا، در اوایل دهه ۱۹۷۰ پس از معروفیت آن که اولین بار در فینیکس، آریزونا به وجود آمد، سرچشمه گرفت. این ین کوکتل به دلیل ظاهرش هنگام سرو نامگذاری شده است با درجه بندی رنگی شبیه طلوع معکوس خورشید.
این کوکتل در دهه ۱۹۳۰-۱۹۴۰ توسط "ژن سولیت" اختراع شد و به دلیل ظاهر آن پس از ریختن در لیوان نامگذاری شده است.  این یک کوکتل رسمی لیست کوکتل‌های رسمی آی‌بی‌ای است.